# Jアイス・プレーオフ
Jアイス・プレーオフは、愛知県アイスホッケー連盟が主催、財団公益法人日本アイスホッケー連盟が後援し、開催されている社会人アイスホッケーの大会。2016年3月の第4回大会まで日本アイスホッケー連盟が主催していた。

## 概要
日本各地で開催されている社会人アイスホッケーの地域リーグ（Jアイス・リーグ）の上位チームが参加し、Jアイス・リーグ日本一の座を決定する大会としてトーナメント方式で開催されている。
第1回大会は2013年3月にJアイス・ノース・リーグ（北海道、2005年発足）、Jアイス・イースト・リーグ（東日本、2012年発足）、Jアイス・ウエスト・リーグ（西日本、2005年結成）、Jアイス・サウス・リーグ（南日本、2011年発足）の各代表チームが参加して札幌市月寒体育館で開催された。第2回大会より2013年に結成されたJアイス・セントラル・ディビジョン（中日本）、Jアイス・ノースイースト（東北）の代表チームが加わっている。

## 結果
| 回 | シーズン | 開催地   | 決勝戦                                 | 決勝戦 | 決勝戦               | 備考 |
| 回 | シーズン | 開催地   | 優勝                                   | スコア | 準優勝               | 備考 |
| -- | -------- | -------- | -------------------------------------- | ------ | -------------------- | ---- |
| 1  | 2012-13  | 北海道   | 釧路厚生社IHC(初)                      | 4-2    | 香川アイスフェローズ |      |
| 2  | 2013-14  | 香川県   | トヨタ自動車北海道センチュリーズ（初） | 7-3    | 神奈川県選抜         |      |
| 3  | 2014-15  | 神奈川県 | トヨタ自動車北海道センチュリーズ（2）  | 6-0    | 神奈川県選抜         |      |
| 4  | 2015-16  | 広島県   | トヨタ自動車北海道センチュリーズ（3）  | 5-1    | 神奈川県選抜         |      |
| 5  | 2016-17  | 愛知県   | 伊藤忠商事(初)                         | 5-4    | 愛知県選抜           |      |
| 6  | 2017-18  | 愛知県   | 香川アイスフェローズ（初）             | 3-2    | DYNAX                |      |
| 7  | 2018-19  | 愛知県   | 新日鐵住金室蘭（初）                   | 6-1    | DYNAX                |      |
| 8  | 2019-20  | 中止     |                                        |        |                      |      |
| 9  | 2020-21  | 中止     |                                        |        |                      |      |